# Tatsuhiro Nishimoto
Tatsuhiro Nishimoto (西本 竜洋 Nishimoto Tatsuhiro?, nacido el 29 de abril de 1980 en Yamaguchi) es un exfutbolista japonés. Jugaba de delantero y su último club fue el Shonan Bellmare de Japón.

## Trayectoria

### Clubes
| Club            | País  | Año         |
| --------------- | ----- | ----------- |
| Shonan Bellmare | Japón | 1999 - 2002 |